# Frank Griffin
Frank Griffin (Norfolk, 17 de setembro de 1886 — Los Angeles, 17 de março de 1953) foi um diretor norte-americano, roteirista e ator da era do cinema mudo.
Ele dirigiu 29 filmes entre 1914 e 1924.

## Filmografia selecionada
- A Brewerytown Romance (1914)
- The Kidnapped Bride (1914)
- Worms Will Turn (1914)
- The Green Alarm (1914)
- A Fool There Was (1914)
- Pins Are Lucky (1914)
- When the Ham Turned (1914)
- The Honor of the Force (1914)
- Dobs at the Shore (1914)
- They Looked Alike (1915)
- Cannibal King (1915)
- The King of the Kitchen (1918)
- Lions and Ladies (1919)
- Seven Keys to Baldpate (1925)